# .nf
.nf е интернет домейн от първо ниво за Норфолк. Администрира се от Norfolk Island Internet Registry. Представен е през 1996 г.

## Домейни от второ ниво
- .com.nf
- .net.nf
- .per.nf
- .rec.nf
- .web.nf
- .arts.nf
- .firm.nf
- .info.nf
- .other.nf
- .store.nf
- .a.nf